# 濠州への呼声
『濠州への呼声』（ごうしゅうへのよびごえ、英: Calling Australia）は、1944年に日本軍が製作、国外宣伝用に公開されたプロパガンダ映画である。

## 概要
太平洋戦争緒戦時、ジャワ島を攻略した第16軍はオーストラリアに対し対外放送を計画していた。
軍はジャワ島に収容された連合国の捕虜たちが優雅に生活していることをオーストラリア国内や連合国軍に宣伝するため、1943年4月に対濠宣伝映画の製作を決定。作業は別班に命じた。製作は丸崎大尉が統括し、軍検閲班からは元松竹演出家の日夏英太郎、宣伝班からはカメラマンとして森尾鉄郎、美術班として河野鷹思、音楽は飯田信夫、別班からは冨樫武臣、水田重人がそのスタッフに加わり、さらに戦前映画制作に従事していた華僑の映画技術者多数が加わって態勢を整えた。日夏英太郎が脚本を執筆し、「コーリングオーストレリア（濠州への呼声）」と題名を付けた。
撮影時、捕虜たちは当初は困惑していたものの、やがて出演希望者が続出し、遂には人選に困るほどになったという。出演者はオーストラリア出身の対外放送協力者あるいは有名プロゴルファーなどの知名人がいたとされる。同年秋には約6巻のフィルムを撮り終わり、それを3巻に編集し、1944年にはアフレコ、スチール撮影、パンフレット、ポスター制作等の準備を終えた。フィルムはスイスの万国赤十字を通じ連合国側に送られた。

## あらすじ
捕虜たちはプールで泳いだり、ホテルといってもおかしくないような宿舎で優雅にお茶の時間を愉しんで談笑していたり日本人の指揮の下でラジオ体操をしたりする。
地元出身のオランダ兵の捕虜は毎日曜日に家族や恋人たちが訪ねてきて抱擁しあったりしており、オーストラリア兵の捕虜は、それを羨ましそうに見ながら野原に腰を下ろしてポケットから自分の恋人の写真を取り出して眺めてホームシックに浸っているといった具合である。
日本軍が、敵である連合軍の戦没者たちのためにうやうやしく慰霊祭をやるし、また日本軍は捕虜に給料をやる。
その金で捕虜たちはビールを飲んだりビフテキを食べたりしている。
最後に立派な劇場で捕虜たちがオペラを上演して終わりになる。